# Буяк, Збигнев
Збигнев Буяк (пол. Zbigniew Bujak; род. 29 ноября 1954, Лопушно, Келецкий повят) — польский профсоюзный деятель и политик, один из лидеров движения Солидарность. Председатель «Солидарности» в столичном регионе Мазовше. Руководитель подпольных структур «Солидарности» в период военного положения. Деятель левоцентристской оппозиции в Третьей Речи Посполитой.

## Рабочий-диссидент
Родился в крестьянской семье. Окончил электроэнергетический техникум в Жирардуве. Трудовую деятельность начал в 18-летнем возрасте рабочим фармацевтического завода «Польфа» в Гродзиске. С 1973 года — рабочий-механик на Варшавском тракторостроительном заводе «Урсус» (поль.). В 1974—1976 годах проходил военную службу в десантных войсках ПНР. Как отличник боевой и политической подготовки являлся заместителем председателя Социалистического союза военной молодёжи («армейский комсомол»). Вернулся из армии на «Урсус».
Сильное влияние на Збигнева Буяка оказали июньские события 1976 года — рабочие забастовки, их подавление и преследования. Он занял антикоммунистические позиции и присоединился к борьбе с правящей компартией ПОРП. С 1978 года Буяк — активист Комитета защиты рабочих. Организовывал встречи рабочих с диссидентами, распространял нелегальную литературу. Тесно сотрудничал с Яцеком Куронем и Збигневом Янасом. В 1980 году участвовал в голодовке, проводимой в здании костёла. 1 июля 1980 года возглавлял рабочую демонстрацию против роста цен, добился уступок со стороны заводской администрации.

Польской традицией были вооруженные восстания. И в 70-е годы хватало людей, готовых использовать против аппарата власти скорее оружие и взрывчатку, чем забастовку. Я сам, проходя службу в воздушно-десантных войсках, научился ставить мины и мины-ловушки, освоил взрывчатые вещества и взрыватели, стрелял из любого вида оружия. Самой простой и привлекательной была мысль о борьбе путём вооруженных акций, но такие люди, как я, поняли, что есть альтернатива. Андрей Сахаров, Яцек Куронь, Вацлав Гавел, Адам Михник своими выступлениями, эссе, собственной позицией указали мне путь более трудный, более долгий, но и более эффективный, ибо тоталитаризму, авторитаризму они противопоставили не силу, а гуманизм.

Збигнев Буяк

## Руководитель «Солидарности»

### Профцентр
21 августа 1980 года Збигнев Буяк организовал на заводе комитет солидарности с забастовочным движением Гданьска. С сентября 1980 входил в общенациональное руководство профсоюза Солидарность. Был самым молодым по возрасту членом Всепольской комиссии и президиума «Солидарности». Возглавлял профцентр столичного региона Мазовше.
Збигнев Буяк активно участвовал в забастовочном движении 1981 года. Принадлежал к самым авторитетным и влиятельным профсоюзным лидерам. Занимал радикальную позицию в конфликтах с властями, но при этом придерживался левоцентристских, социал-либеральных взглядов. В ноябре 1981 Буяк вместе с Яцеком Куронем и Адамом Михником инициировал создание Клубов Самоуправляемой Речи Посполитой — Свобода, Справедливость, Независимость, ориентированных на польскую традицию демократической «левицы». На заседаниях президиума 3 декабря и Всепольской комиссии 11-12 декабря Збигнев Буяк поддержал «Радомскую платформу» — всеобщую забастовку в случае запрета профсоюзной активности.

### Подполье
При введении военного положения 13 декабря 1981 года Збигнев Буяк сумел избежать интернирования. Около пяти лет скрывался от Службы госбезопасности (СБ) в конспиративных укрытиях. Был организатором подпольных ячеек «Солидарности», автором многочисленных воззваний.
22 апреля 1982 года вместе с Богданом Лисом и Владиславом Фрасынюком возглавил Временную координационную комиссию (TKK) подпольной «Солидарности». От имени TKK Буяк призвал поляков выйти на контрдемонстрации 1 и 3 мая 1982 — в Первомай и Национальный День. Крупные акции протеста обернулись ожесточёнными столкновениями с ЗОМО, особенно в Варшаве и Щецине. Ещё более масштабные выступления произошли 31 августа 1982, во вторую годовщину Августовских соглашений. В майских и августовских уличных столкновениях погибли в общей сложности двенадцать человек.
8 мая 1982 была создана Региональная исполнительная комиссия (RKW) подпольной «Солидарности» в Варшаве. Возглавил RKW Збигнев Буяк, его заместителями стали Виктор Кулерский, Збигнев Янас, Збигнев Ромашевский; за вопросы конспирации и безопасности отвечала Эва Кулик. RKW нелегально восстанавливала профорганизации на промышленных предприятиях (прежде всего на «Урсусе»), организовала Комитеты социального сопротивления. Молодёжные Группы сопротивления «Солидарные» Теодора Клинцевича действовали в наступательном, атакующем стиле (наиболее активен в силовом направлении был Пётр Изгаршев) — против чего Буяк и Кулерский резко возражали. Столичный комендант милиции генерал Цвек и его заместитель по СБ полковник Пшановский вынужденно признавали постепенное воссоздание варшавской «Солидарности». При этом, стараясь избегать жертв, Буяк отменял уличные акции, если получал информацию о жёстких тренировках ЗОМО, известных ему по службе в ВДВ.
В марте 1983 Збигнев Буяк был задержан СБ, но сумел бежать. Находился на нелегальном положении до весны 1986 — дольше всех лидеров «Солидарности». 31 мая 1986 Буяк был арестован (председательство в RKW перешло к Кулерскому), но уже 12 сентября освобождён по амнистии. 29 сентября 1986 года вошёл в состав Временного совета, 25 октября 1987 — Национальной исполнительной комиссии «Солидарности» во главе с Лехом Валенсой. Легализовавшись, Буяк занимался также мелким предпринимательством — производством гвоздей.

### Легализация
Осенью 1988 года, после массовой забастовочной волны, Буяк участвовал в конфиденциальных переговорах в Магдаленке. 18 декабря 1988 стал членом Гражданского комитета «Солидарность» под председательством Валенсы. Весной 1989 года входил в делегацию «Солидарности» на открытых переговорах Круглого стола. Формулировал требования «Солидарности» в социально-экономической сфере, в вопросах политической реформы и местного самоуправления. Выступал соучредителем независимых издательств (вместе с Анджеем Вайдой) и популярного издания «Солидарности» Gazeta Wyborcza (вместе с Адамом Михником).

## Демократический политик
Победа «Солидарности» на выборах 4 июня 1989 радикально изменили положение в стране. Вскоре ПОРП была отстранена от власти, ПНР преобразована в Третью Речь Посполитую. Збигнев Буяк включился в новую политику в качестве социал-либерального деятеля.
В 1990 году Збигнев Буяк возглавлял либерально-демократическое движение ROAD. После присоединения ROAD к Демократической унии Тадеуша Мазовецкого Буяк основал Демократическое социальное движение. В 1992 году он участвовал в создании социал-демократической партии Уния труда. Сотрудничал с идеологом леводемократических сил Каролем Модзелевским. В 1993—1997 — депутат сейма от Унии труда. Занимался вопросами трудового законодательства, социальной политики, национальных отношений, организации госслужбы. Отстаивал интересы промышленных рабочих и малоимущих слоёв.
Сближение Унии труда с политическими наследниками ПОРП спровоцировало раскол социал-демократов и выход Буяка из партии в 1998 году. Он вновь присоединился к либералам Мазовецкого в Унии свободы. В 1999—2001 возглавлял Таможенное управление в правительстве Ежи Бузека.

Передо мной стоят две основные задачи — адаптировать таможенную службу к требованиям и стандартам Европейского союза, а также доказать всем скептикам, что солдаты революции способны не только на борьбу, но и на реформаторское созидание.

Збигнев Буяк

В 2002 году Збигнев Буяк баллотировался в мэры (президенты) Варшавы. Свою предвыборную кампанию он финансировал из собственных средств, поскольку незадолго до того получил крупную премию за участие в основании Gazeta Wyborcza — популярность газеты сопровождалась коммерческим успехом. Однако прямолинейно конфронтационный («подпольно-десантный») стиль кампании не встретил понимания избирателей, Буяк получил на выборах менее 3 % голосов (главой столицы был избран будущий президент Польши Лех Качиньский, представитель правоконсервативных сил).
После преобразования Унии свободы в 2005 году Буяк состоял в леволиберальной Демократической партии — demokraci.pl. Член Ассоциации свободы слова. В 1998 году получил степень политолога в Варшавском университете. Выступает с лекциями и публикациями по проблемам социальной демократии. Написал предисловие к польскому изданию книги Владимира Буковского. В мае 2011 года Буяк участвовал во встрече польских политиков и общественных деятелей с президентом США Бараком Обамой.
Збигнев Буяк поддержал украинский Евромайдан, в феврале 2014 вступил в Гражданский комитет солидарности с Украиной (KOSzU). В январе 2022 подписал инициированное Яном Рулевским заявление в поддержку Международного общества «Мемориал», объявленного «иностранным агентом» и ликвидированного в РФ решением Верховного суда.

## В традиции
В соавторстве с журналистом Янушем Ролицким издал книгу Przepraszam za Solidarność (Извините за Солидарность). После этого Буяк вынужден был объясняться из-за названия:

Я не извиняюсь за десятимиллионное движение. Только за методы управления. Сожалею о таком названии, из-за которого возник бойкот со стороны членов «Солидарности». Жаль, но я не нашёл иного способа вызвать дискуссию..

Збигнев Буяк дважды награждён Орденом Возрождения Польши: 20 декабря 1990 — Кавалерским крестом от польского правительства в изгнании, 2 августа 2011 — Большим крестом постановлением президента Бронислава Коморовского.
В истории польского освободительного и рабочего движения Збигнев Буяк принадлежит к людям-легендам. Этому особенно способствует романтический имидж многолетнего подпольщика (при этом бывшего десантника). Попытки компрометации, предпринимавшиеся со стороны консерваторов и пост-ПОРП — намёки на «странные обстоятельства» побега в 1983, критика за принятие солидной денежной премии от Gazeta Wyborcza — были восприняты как предвыборный чёрный пиар и в целом не дали результатов. Однако взгляды и программа Буяка не обрели массовой поддержки в современной Польше.